# Список втрат кораблів під час російсько-української війни
Список кораблів, пошкоджених або затоплених під час російсько-української війни, з урахуванням анексії Криму у 2014 році та повномасштабного вторгнення Росії в Україну 24 лютого 2022 року.

## Анексія Криму (2014)

### ВМС Росії
Великий протичовновий корабель «Очаків» був навмисно затоплений у бухті Донузлав, Крим, Україна, 06 березня 2014 року з метою блокування українського флоту.

## Інцидент у Керченській протоці (2018)

### ВМС Росії
Патрульний катер «Аметист» отримав пошкодження після зіткнення з російським буксиром «Дон».

### ВМС України
Два артилерійські катери «Бердянськ», «Нікополь» та буксир «Яни Капу» були пошкоджені і захоплені російськими кораблями 25 листопада 2018 року під час здійснення переходу із Одеси до Маріуполя. Були повернуті Україні 20 листопада 2019 року.

## Російське вторгнення в Україну (з 2022)

### ВМС Росії
|  | Тип/Назва судна                                                          | Проєкт/Тип судна                                      | Статус                             | Локація                                                                               | Дата події        | Додаткова інформація |
|  | ------------------------------------------------------------------------ | ----------------------------------------------------- | ---------------------------------- | ------------------------------------------------------------------------------------- | ----------------- | --- |
|  | Швидкісний катер                                                         | Невстановлений тип                                    | Виведений з ладу                   | В районі о. Зміїний, Україна                                                          | 25 лютого 2022    | 25 лютого 2022 року Генштаб ЗСУ повідомив про знешкодження двох швидкісних катерів біля острову Зміїний |
|  | Швидкісний катер                                                         | Невстановлений тип                                    | Виведений з ладу                   | В районі о. Зміїний, Україна                                                          | 25 лютого 2022    | 25 лютого 2022 року Генштаб ЗСУ повідомив про знешкодження двох швидкісних катерів біля острову Зміїний |
|  | Десантний катер                                                          | Невстановлений тип                                    | Виведений з ладу                   | В районі с. Коблеве, Україна                                                          | 25 лютого 2022    | 25 лютого 2022 року бійцями 28-ї окремой механізованої бригади імени Лицарів Зимового походу при спробі висадки морського і повітряного десанта було знешкоджено більш 20 (згідно інших даних — до 25) російських загарбників та десантний катер                                                                           |
|  | Малий ракетний корвет «Великий Устюг»                                    | Проєкт 2163.1 «Буян-М»                                | Виведений з ладу                   | Чорне море                                                                            | 7 березня 2022    | 14 червня 2022 року помічений в акваторії Волго-Донського каналу у супроводі двох буксирів. Ймовірно, отримав пошкодження під час атаки 7 березня 2022 року. Тоді він був помилково ідентифікований як корабель проєкту «Василь Биков». Пізніше корабель був відремонтований та повернувся до складу Каспійскої флотилії   |
|  | Патрульний катер П-436                                                   | Проєкт 0316.0 «Раптор»                                | Пошкоджений                        | Азовське море, в акваторії Маріуполя, Україна                                         | 21 березня 2022   | Уражений пострілом ПТРК «Фагот» (ПУ 9П135) полку «Азов» НГУ. Було поранено 2-х (згідно інших даних — 3-х) чоловік. Катер був відбуксован до Єйську, відновлен та повернувся до складу Каспійскої флотілії |
|  | Великий десантний корабель «Саратов»                                     | Проєкт 1171 «Тапір»                                   | Потоплений                         | Порт Бердянськ, Україна                                                               | 24 березня 2022   | Уражений за допомогою крилатої ракети ТРК «Точка-У». Спочатку був помилково ідентифікований як ВДК «Орськ». 1 липня 2022 року корабель був піднятий та відбуксований до порту в Керчі, де має бути утилізований |
|  | Великий десантний корабель «Новочеркаськ»                                | Проєкт 775                                            | Пошкоджений                        | Порт Бердянськ, Україна                                                               | 24 березня 2022   | Атакований за допомогою крилатої ракети ТРК «Точка-У». Відомо про 3 загиблих та 3 поранених членів екіпажу |
|  | Великий десантний корабель «Цезар Куніков»                               | Проєкт 775                                            | Пошкоджений                        | Порт Бердянськ, Україна                                                               | 24 березня 2022   | Атакований за допомогою крилатої ракети ТРК «Точка-У». Відомо про загибель капітана корабля |
|  | Десантний катер                                                          | Невстановлений тип                                    | Виведений з ладу                   | Одеська область, Україна                                                              | 25 березня 2022   | При спробі висадки була знешкоджена діверсійно-розвідувальна група та два десантних катера |
|  | Десантний катер                                                          | Невстановлений тип                                    | Виведений з ладу                   | Одеська область, Україна                                                              | 25 березня 2022   | При спробі висадки була знешкоджена діверсійно-розвідувальна група та два десантних катера |
|  | Сторожовий фрегат «Адмірал Ессен»                                        | Проєкт 1135.6Р «Буревісник» типу «Адмірал Григорович» | Пошкоджений                        | Севастопольська ВМБ                                                                   | 4 квітня 2022     | Пошкоджено вибухом протикорабельної ракети «Harpoon» поряд з кораблем |
|  | Ракетний крейсер «Москва» флагман флоту                                  | Проєкт 1164 «Атлант»                                  | Потоплений                         | В районі о. Зміїний, Україна                                                          | 13 квітня 2022    | Флагман ЧФ РФ. Уражений двома крилатими ракетами БРК «Нептун» |
|  | Патрульний корвет «Расул Гамзатов»                                       | Проєкт 2246.0 «Мисливець»                             | Пошкоджений                        | Волго-Донський канал, Россия                                                          | 22 квітня 2022    | Пошкоджений під час буксировки. Після ремонту корабель повернувся до складу Каспійскої флотілії |
|  | Патрульний катер П-342 «Юнармієць Балтики» в минулому П-280              | Проєкт 0316.0 «Раптор»                                | Потоплений                         | В районі о. Зміїний, Україна                                                          | 2 травня 2022     | Уражений боєприпасом з дрону Bayraktar TB2 о 4:38 ранку за Київським часом. Роботи з підняття катера почались 29 травня 2022 року. 9 липня катер був доставлений на судноремонтний завод в Севастополь для майбутнього ремонту                                                                                             |
|  | Десантний катер Д-310                                                    | Проєкт 0251.0 «БК-16»                                 | Виведений з ладу                   | В районі о. Зміїний, Україна                                                          | 2 травня 2022     | Уражений боєприпасом з дрону Bayraktar TB2 о 4:51 ранку за Київським часом. У момент влучання катер перебував у русі і здійснював маневр з повороту ліворуч. Внаслідок пожару отримав значні пошкодження, згорів вщент. Пізніше був доставлений на судноремонтний завод в Севастополь. Ймовірно, відновленню не підлягає   |
|  | Десантний катер Д-144                                                    | Проєкт 1177.0 «Серна»                                 | Потоплений                         | В районі о. Зміїний, Україна                                                          | 5 травня 2022     | Уражений боєприпасом з дрону Bayraktar TB2. Після влучного попадання у рубку відбувся вибух, а за ним і ще один, а потім розпочалася пожежа на катері. На катері були два ЗРК «Тор», які також були знищені. 12 травня 2022 року почались роботи з підняття катера, по завершенні яких катер був доставлений в Севастополь |
|  | Патрульний катер П-275                                                   | Проєкт 0316.0 «Раптор»                                | Виведений з ладу                   | В районі о. Зміїний, Україна                                                          | 7 травня 2022     | Уражений боєприпасом з дрону Bayraktar TB2. Отримав приліт в правий борт і при тому був у русі |
|  | Патрульний катер П-281 «Максим Панін»                                    | Проєкт 0316.0 «Раптор»                                | Пошкоджений                        | В районі о. Зміїний, Україна                                                          | 7 травня 2022     | Уражений боєприпасом з дрону Bayraktar TB2. Отримав приліт в лівий борт і при тому був у русі прямо. Після ремонту повернувся до складу флоту |
|  | Патрульний катер П-342 «Олег Шипіцин»                                    | Проєкт 03160 «Раптор»                                 | Пошкоджений                        | В районі о. Зміїний, Україна                                                          | 8 травня 2022     | Уражений боєприпасом з дрону Bayraktar TB2. Отримав приліт в лівий борт, стояв нерухомо. Після ремонту повернувся до складу флоту |
|  | Багатофункціональне судно тилового забезпечення «Всеволод Бобров»        | Проєкт 2312.0                                         | Пошкоджений                        | В районі о. Зміїний, Україна                                                          | 12 травня 2022    | Уражений крилатою ракетою БРК «Нептун». Отримав пошкодження та відбуксован в Севастополь |
|  | Десантний катер                                                          | Невстановлений тип                                    | Виведений з ладу                   | Дніпровсько-Бузький лиман, Україна                                                    | 1 червня 2022     | У ранковому повідомленні ОК «Південь» від 2 червня 2022 року йдеться про знешкодження двох швидкісних десантних катерів, підготовлених для диверсій |
|  | Десантний катер                                                          | Невстановлений тип                                    | Виведений з ладу                   | Дніпровсько-Бузький лиман, Україна                                                    | 1 червня 2022     | У раноковому повідомленні ОК «Південь» від 2 червня 2022 року йдеться про знешкодження двох швидкісних десантних катерів, підготовлених для диверсій |
|  | Рятувальне буксирне судно СБ-739 «Рятувальник Василь Бех»                | Проєкт 2287.0                                         | Потоплений                         | На шляху в напрямі о. Зміїного, Україна                                               | 17 червня 2022    | Уражений двома протикорабельними ракетами «Harpoon». Знешкоджено до 70 % екіпажа (загалом екіпаж судна складеє 26 осіб) |
|  | Десантний катер Д-106                                                    | Проєкт 1176 «Акула»                                   | Виведений з ладу                   | Азовське море, в акваторії Маріуполя, Україна                                         | 30 червня 2022    | Згідно повідомлення спікера Одеської ОВА Сергія Братчука, катер підірвався на міні. Пізніше цю інформацію підтвердив радник голови міста Маріуполь Петро Андрющенко, додавши про загибель 3-х моряків з екіпажу судна |
|  | Десантний катер                                                          | Невстановлений тип                                    | Виведений з ладу                   | В районі о. Зміїний, Україна                                                          | 30 червня 2022    | Згідно ранкового повідомлення ОК «Південь» від 1 липня 2022 року внаслідок ракетно-артилерійських ударів ЗСУ знищено ворожий ЗРК «Тор» і один із маломірних катерів |
|  | Сторожовий фрегат «Адмірал Макаров» флагман флоту                        | Проєкт 1135.6Р «Буревісник» типу «Адмірал Григорович» | Виведений з ладу                   | Севастопольська ВМБ                                                                   | 29 жовтня 2022    | Атакований БПЛА і надводними безпілотними катерами-камікадзе (брандерами) в бухті Севастополя |
|  | Морський мінний тральщик «Іван Голубець»                                 | Проєкт 266М «Аквамарін-М»                             | Виведений з ладу                   | Севастопольська ВМБ                                                                   | 29 жовтня 2022    | Атакований БПЛА і надводними безпілотними катерами-камікадзе (брандерами) в бухті Севастополя |
|  | Неідентифікований корабель                                               | Неідентифікований корабель                            | Виведений з ладу                   | Севастопольська ВМБ                                                                   | 29 жовтня 2022    | Атакований БПЛА і надводними безпілотними катерами-камікадзе (брандерами) в бухті Севастополя |
|  | Середній розвідувальний корабель «Іван Хурс»                             | Проєкт 1828.0 типу «Юрій Іванов»                      | Виведений з ладу                   | Чорне море, південно-східна частина, 140 км на північний схід від Босфорської протоки | 24 травня 2023    | Атакований надводним безпілотним катером-камікадзе (брандером) у 140 км на північний схід від Босфорської протоки Повідомлялось про загибель офіцера та п'ятерих матросів. Пошкодження отримали двигун та система наведення ракет                                                                                          |
|  | Великий десантний корабель «Оленегорський горняк»                        | Проєкт 775                                            | Виведений з ладу                   | Новоросійська ВМБ                                                                     | 4 серпня 2023     | Атакований надводними безпілотними катерами-камікадзе (брандерами) «Sea Baby» («Морські малюки») в бухті Новоросійська Коребель отримав пробоїну в лівому борту |
|  | Протидиверсійний катер П-349 «Суворовець»                                | Проєкт 2198.0 «Грачонок»                              | Потоплений                         | Новоросійська ВМБ                                                                     | 4 серпня 2023     | Атакований надводними безпілотними катерами-камікадзе (брандерами) «Sea Baby» («Морські малюки») в бухті Новоросійська |
|  | Нафтоналивний танкер-хімовоз «Сиг»                                       | Проєкт 52                                             | Виведений з ладу                   | Керченська протока                                                                    | 4 серпня 2023     | Атакований надводними безпілотними катерами-камікадзе (брандерами) «Sea Baby» («Морські малюки») в районі Керченського мосту |
|  | Катер                                                                    | Проєкт КС-701 «Тунець»                                | Потоплений                         | Чорне море, північно-західна частина                                                  | 3 вересня 2023    | Уражений боєприпасом з дрона Bayraktar TB2 |
|  | Катер                                                                    | Проєкт КС-701 «Тунець»                                | Потоплений                         | Чорне море, північно-західна частина                                                  | 13 вересня 2023   | |
|  | Підводний човен Б-237 «Ростов-на-Дону»                                   | Проєкт 636.3 «Варшавянка»                             | Виведений з ладу                   | Сухий док Севморзавода                                                                | 13 вересня 2023   | Уражений крилатими ракетами «Storm Shadow» внаслідок ракетного удару по Севморзаводу. Ймовірно, відновленню не підлягає |
|  | Великий десантний корабель «Мінськ»                                      | Проєкт 775                                            | Виведений з ладу                   | Сухий док Севморзавода                                                                | 13 вересня 2023   | Уражений крилатими ракетами «Storm Shadow» внаслідок ракетного удару по Севморзаводу. Ймовірно, відновленню не підлягає |
|  | Малий ракетний корвет на повітряній подушці «Самум»                      | Проєкт 1239 «Сивуч»                                   | Пошкоджений                        | Севастопольська ВМБ                                                                   | 14 вересня 2023   | Атакований надводними безпілотними катерами-камікадзе «Sea Baby» Судно було відбуксовано на ремонт «із великим диферентом на корму і креном на правий борт» |
|  | Патрульний корвет «Сергій Котов»                                         | Проєкт 2216.0 типу «Василь Биков»                     | Пошкоджений                        | Чорне море, південно-західна частина                                                  | 14 вересня 2023   | Атакований надводними безпілотними катерами-камікадзе «Sea Baby» |
|  | Патрульний корвет «Павло Державін»                                       | Проєкт 2216.0 типу «Василь Биков»                     | Пошкоджений                        | Чорне море, Севастопольський рейд                                                     | 12 жовтня 2023    | Атакований надводними безпілотними катерами-камікадзе «Sea Baby» |
|  | Рятувальне буксирне судно СБ-565 «Професор Миколай Муру»                 | Проєкт 22870                                          | Пошкоджений                        | Чорне море, Севастопольський рейд                                                     | 12 жовтня 2023    | Атакований надводними безпілотними катерами-камікадзе «Sea Baby» |
|  | Гідрографічний протимінний розвідувальний корабель «Володимир Козицький» | Проєкт 2304.0Г                                        | Пошкоджений                        | Чорне море, Севастопольський рейд                                                     | 26 жовтня 2023    | Атакований надводними безпілотними катерами-камікадзе |
|  | Малий ракетний корвет «Аскольд»                                          | Проект 2280.0 «Каракурт»                              | Виведений з ладу                   | Керч, суднобудівний завод «Залів»                                                     | 4 листопада 2023  | Уражений крилатими ракетами SCALP-EG |
|  | Десантний катер Д-199                                                    | Проєкт 1177.0 «Серна»                                 | Потоплений                         | В районі бухти Вузька, Україна                                                        | 10 листопада 2023 | Атакований надводними безпілотними катерами-камікадзе |
|  | Десантний катер Д-295                                                    | Проєкт 1176 «Акула»                                   | Потоплений                         | В районі бухти Вузька, Україна                                                        | 10 листопада 2023 | Атакований надводними безпілотними катерами-камікадзе |
|  | Великий десантний корабель «Новочеркаськ»                                | Проєкт 775                                            | Потоплений                         | Феодосія                                                                              | 26 грудня 2023    | Уражений крилатими ракетами «Storm Shadow» |
|  | Ракетний катер Р-334 «Івановєц»                                          | Проєкт 12411М                                         | Потоплений                         | озеро Донузлав                                                                        | 31 січня 2024     | Атакований надводними безпілотними катерами-камікадзе |
|  | Великий десантний корабель «Цезар Куніков»                               | Проєкт 775                                            | Потоплений                         | Поблизу Алупки                                                                        | 14 лютого 2024    | Атакований надводними безпілотними катерами-камікадзе |
|  | Патрульний корвет «Сергій Котов»                                         | Проєкт 2216.0 типу «Василь Биков»                     | Потоплений                         | неподалік Керченської протоки                                                         | 5 березня 2024    | Атакований надводними безпілотними катерами-камікадзе |
|  | Великий десантний корабель «Ямал»                                        | Проєкт 775                                            | Дістав критичних уражень           | на 13-му судноремонтному заводі у тимчасово окупованому Севастополі                   | 23 березня 2024   | Уражений крилатою ракетою Storm Shadow/SCALP-EG |
|  | Великий десантний корабель «Азов»                                        | Проєкт 775                                            | Дістав уражень                     | на 13-му судноремонтному заводі у тимчасово окупованому Севастополі                   | 23 березня 2024   | Уражений крилатою ракетою Storm Shadow/SCALP-EG |
|  | Середній розвідувальний корабель «Іван Хурс»                             | Проєкт 1828.0 типу «Юрій Іванов»                      | Дістав уражень                     | на 13-му судноремонтному заводі у тимчасово окупованому Севастополі                   | 23 березня 2024   | Уражений крилатою ракетою Storm Shadow/SCALP-EG |
|  | Великий десантний корабель «Костянтин Ольшанський»                       | Проєкт 775                                            | Дістав уражень                     | у бухті тимчасово окупованого Севастополя                                             | 23 березня 2024   | Уражений крилатою ракетою «Нептун» |
|  | Малий ракетний корвет «Серпухов»                                         | Проєкт 2163.1 «Буян-М»                                | Виведений з ладу                   | на військово-морській базі у м. Балтійськ, Калінінградської області                   | 7 квітня 2024     | Пожежа внаслідок спецоперації ГУР МОУ |
|  | Рятувальне судно «Коммуна»                                               |                                                       | Пошкоджено                         | у тимчасово окупованому Севастополі                                                   | 21 квітня 2024    | Атаковано далекобійними ракетами ЗСУ |
|  | Патрульний катер                                                         | Проєкт 12150 Мангуст                                  | Знищений                           | в бухті Вузька, Україна                                                               | 6 травня 2024     | Уражений морським дроном MAGURA V5. |
|  | Морський тральщик «Ковровець»                                            | Проєкт 266-М                                          | Знищений                           |                                                                                       | 19 травня 2024    | Про знищення корабля повідомлено в Telegram-каналі Військово-Морських Сил України. |
|  | Катер                                                                    | Проєкт КС-701 «Тунець»                                | Потоплений                         | Крим, район Кримського мосту                                                          | 30 травня 2024    | Уражений морським дроном MAGURA V5 |
|  | Катер                                                                    | Проєкт КС-701 «Тунець»                                | Потоплений                         | Крим, район Кримського мосту                                                          | 30 травня 2024    | Уражений морським дроном MAGURA V5 |
|  | Буксир                                                                   | Буксир проєкту 498 Сатурн                             | Знищений                           | Панське озеро, Крим, Україна                                                          | 6 червня 2024     | Уражений морським дроном MAGURA V5. |
|  | Підводний човен Б-237 «Ростов-на-Дону»                                   | Проєкт 636.3 «Варшавянка»                             | затонув через отримані пошкодження | порт Севастополь                                                                      | 2 серпня 2024     | Уражений внаслідок атаки ракетних військ та ВМС ЗСУ |

### ВМС України
Фрегат «Гетьман Сагайдачний» 3 березня 2022 року був затоплений у Миколаєві з метою недопущення його захоплення російськими військовими.
Патрульний катер «Слов'янськ» 3 березня 2022 року був уражений російською ракетою і затонув.
В ході боїв за острів Зміїний було знищено десантно-штурмовий катер «Станіслав».

### Цивільні судна
Турецьке судно «Yasa Jupiter», яке йшло під прапором Маршаллових островів до порту Констанца, Румунія, 24 лютого 2022 року отримало пошкодження після влучання російської ракети.
Танкер «Millenial Spirit», який йшов під прапором Молдови та перебував у нейтральних водах Чорного моря, був обстріляний 25 лютого 2022 року біля узбережжя України.
Вантажне судно «Panama Namura Queen» під прапором Панами, яке знаходилось у морському порту «Південний», Одеська область, Україна, 25 лютого 2022 року було пошкоджено російською ракетою.
Під час оборони Маріуполю на вході у «Нові ворота» Маріупольського морського порту було затоплене українське спеціалізоване днопоглиблювальне судно «Меотида».